# Emily Bett Rickards
Emily Bett Rickards (24/7/1991) là 1 diễn viên nữ người Canada. Cô hiện đang khá nổi tiếng với vai diễn  Felicity Smoak trong phim truyền hình Arrow của hãng The CW.

## Tiểu sử
Rickards sinh và lớn lên tại vùng biển phía đông của Canada. Cô bắt đầu con đường nghệ thuật từ khi khá trẻ, tự đăng ký vào các nhà hát kịch và khiêu vũ, với hi vọng sẽ có cơ hội để tham gia vào các vai diễn. Cô tốt nghiệp trung học và sau đó theo học ở trường điện ảnh Vancouver, tốt nghiệp khóa học về diễn xuất. Sau khi hoàn thành khóa học, cô tham gia vào 1 buổi thử vai và được nhận bởi 1 người quản lý. Rickards cũng đã từng học tại  Alida Vocal Studio ở Vancouver.

## Sự nghiệp
Rickards góp mặt trong MV  "Never Gonna Be Alone" của nhóm nhạc Nickelback vào năm 2008. Sau một vài vai diễn nhỏ, cô được nhận đóng vai Felicity Smoak trong series phim truyền hình Arrow vào năm 2012. Ban đầu nhà sản xuất chỉ dự định cho cô tham gia trong 1 tập phim, tuy nhiên do sự diễn xuất tài tình của cô cùng với ngôi sao Stephen Amell đã nhận được rất nhiều sự hưởng ứng từ khán giả đã đưa cô trở lại thường xuyên trong các tập phim của phần 1, và trở thành 1 nhân vật không thể thiếu trong phần 2 của bộ phim. Gần đây cô còn tham gia vào vai diễn Lauren Phillips trong bộ phim Romeo Killer: The Chris Porco Story.

## Các phim tham gia
| Năm  | Tên phim                              | Vai diễn       | Ghi chú               |
| ---- | ------------------------------------- | -------------- | --------------------- |
| 2012 | Random Acts of Romance                | Diễn viên phụ  |                       |
| 2012 | Bacon and Eggs                        | Dite           | Phim ngắn             |
| 2012 | Flicka: Country Pride                 | Mary Malone    |                       |
| 2013 | Romeo Killer: The Chris Porco Story   | Lauren Phillps | Phim trên truyền hình |
| 2014 | Cowgirls 'N Angels 2: Dakota's Summer | Kristin        |                       |
| 2015 | Brooklyn                              | Patty          | Post-production       |

| Năm      | Tên phim  | Vai diễn       | Ghi chú |
| -------- | --------- | -------------- | --- |
| 2012–nay | Arrow     | Felicity Smoak | Xuất hiện định kì (Season 1) Nhân vật chính (Season 2–nay) Nhận giải thưởng– Leo Award for Best Lead Performance by a Female in a Dramatic Series (2014) Nhận giải thưởng– Teen Choice Award for Female Breakout Star (2014) |
| 2014     | The Flash | Felicity Smoak | 2 tập |

| Năm  | Tên phim                   | Vai diễn           | Ghi chú               |
| ---- | -------------------------- | ------------------ | --------------------- |
| 2009 | Never Gonna Be Alone       | Nhân vật khách mời | Video ca nhạc         |
| 2013 | Soldiers of the Apocalypse | Forty              | Nhân vật chính; 8 tập |
| 2013 | Arrow: Blood Rush          | Felicity Smoak     | 6 tập                 |